# 坂上賢治
坂上 賢治 （さかうえ けんじ、1959年11月7日-） は、大阪府出身の自動車評論家。

## 来歴
国内に於いて、繊維製品の一大産地である熊取町に生まれたことから、幼少期より化学・機械工学が身近にある生活を送る。大阪府立佐野工科高等学校から京都造形芸術大学を経て、1980年代は、京都を拠点に鈴鹿選手権等、関西圏の2輪ロードレースに出走する傍ら、生来の周辺環境から造詣が深い工業デザインに加え、グラフィックデザイナーとして活躍した。
1990年から、日刊自動車新聞社の取材記者を振り出しに、モータージャーナリズムの世界に進出した。同紙では特集紙面の編集主宰を主に、材料技術・デザイン・設計・生産・販売・整備・交通・モータースポーツと、幅広い領域での執筆活動を行う。以後、同社・出版局に於いて、国内初の公式ショー雑誌「東京モーターショーガイド」、国内初の自動車環境新聞「オートリペア&リサイクル」、自動車アフターマーケットビジネス誌「月刊カードック」などの創刊編集長を歴任後、フリーのモータージャーナリストとなった。

## 活動領域
テキスタイル・化学・機械工学に対する造詣。デザイナーとしての活躍経験、自動車整備・ボディ補修・リサイクル等の技術分野に於ける広域かつコアな知見を背景に、一般乗用車からスーパーカーにいたるまで、レアな話題をキャッチアップしていくのが執筆の特徴。具体的な記事では、フェラーリやランボルギーニ、メルセデス・ベンツ・Gクラスなど、新旧の輸入車を素材にした「最強のメンテナンス講座」を筆頭に、自動車リサイクルや購入・維持に関する記事を連載した「くるまにあ」「A-Cars」「LUXG」(マガジンボックス)、「for DRIVERS」（辰巳出版）などの自動車専門誌にとどまらず、「環境ビジネス」（宣伝会議）、「クオリティマネジメント」（日本科学技術連盟）等の技術誌、ビジネス誌で、環境・通信技術を題材にするなど、自動車を中核とした幅広いジャンルで活躍している。